# 1996 في اليابان
فيما يلي قوائم الأحداث التي وقعت خلال عام 1996 في اليابان.

## سياسة

### تعيين في المنصب
- 11 يناير – ريوتارو هاشيموتو رئيس وزراء اليابان.

### انتهاء فترة المنصب
- 11 يناير – تومي-إتشي موراياما رئيس وزراء اليابان.
- 11 يناير – ريوتارو هاشيموتو نائب رئيس وزراء اليابان [الإنجليزية]‏.
- 11 يناير – يوشيرو موري وزارة الأراضي والبنية التحتية والنقل والسياحة.

## رياضة
- 13 أكتوبر – جائزة اليابان الكبرى 1996 الفائز دامون هيل.

## أفلام
من الأفلام التي صدرت هذه السنة في اليابان:
- 1 يناير – الرجل الميت من إخراج جيم جارموش.
- 1 يناير – القنفذ سونيك: الفيلم
- 1 يناير – دراغون بول: الطريق إلى القوة من إخراج Shigeyasu Yamauchi  [لغات أخرى]‏.

## برامج ومسلسلات وأنمي
- السيف القاطع

## مواليد

### يناير
- 6 يناير – ميتسورو ماروكا لاعب كرة قدم ياباني.
- 22 يناير – مينامي تاناكا مؤدّية صوت يابانية.

### فبراير
- 12 فبراير – تارو سوغيموتو لاعب كرة قدم ياباني.
- 16 فبراير – نانا كوماتسو ممثلة يابانية.
- 23 فبراير – تاسوكو هيراوكا لاعب كرة قدم ياباني.
- 28 فبراير – جينتا أوموتههارا لاعب كرة قدم ياباني.
- 29 فبراير – سويا تاكاهاشي لاعب كرة قدم ياباني.

### مارس
- 6 مارس – ريوتا أوكي لاعب كرة قدم ياباني.
- 6 مارس – كايدي هوندو مؤدّية صوت يابانية.
- 16 مارس – يوهي تاكاوكا لاعب كرة قدم ياباني.
- 20 مارس – غوسين ساكاي لاعب كرة قدم ياباني.
- 22 مارس – كازويا مياهارا لاعب كرة قدم ياباني.
- 24 مارس – شينوسكي ناكاتاني لاعب كرة قدم ياباني.
- 27 مارس – كنشين يوشيمارو لاعب كرة قدم ياباني.

### أبريل
- 2 أبريل – يوكيهيدي كوبو لاعب كرة قدم ياباني.
- 3 أبريل – ريوأوليفييه إيواموتو لاعب كرة قدم ياباني.
- 3 أبريل – مايو هيبي لاعبة كرة مضرب يابانية.
- 4 أبريل – ماساميشي هاياشي لاعب كرة قدم ياباني.
- 6 أبريل – كوهي تيزوكا لاعب كرة قدم ياباني.
- 9 أبريل – ماسامي ناكانو لاعب كرة قدم ياباني.
- 10 أبريل – تومويو كوروساوا
- 14 أبريل – كويو ساتو لاعب كرة قدم ياباني.
- 14 أبريل – ماسايا أوكيغاوا لاعب كرة قدم ياباني.
- 15 أبريل – دايكي ساكاموتو لاعب كرة قدم ياباني.
- 16 أبريل – إليزا إيكيدا
- 16 أبريل – كينتو ميساو لاعب كرة قدم ياباني.
- 24 أبريل – تاكوما ميزوتاني لاعب كرة قدم ياباني.
- 25 أبريل – كوغا ناكامورا لاعب كرة قدم ياباني.
- 26 أبريل – شينجي ياماغوتشي لاعب كرة قدم ياباني.
- 26 أبريل – يوما سوزوكي لاعب كرة قدم ياباني.
- 27 أبريل – كو شيمورا لاعب كرة قدم ياباني.

### مايو
- 3 أبريل – مايو هيبي لاعبة كرة مضرب يابانية.
- 12 مايو – تاكايا إينوي لاعب كرة قدم ياباني.
- 22 مايو – ناتسكي موغيكورا لاعب كرة قدم ياباني.
- 25 مايو – ماساتو إيشيوا لاعب كرة قدم ياباني.
- 28 مايو – ريوتا أكاي لاعب كرة قدم ياباني.
- 30 مايو – كوكي أوشيما لاعب كرة قدم ياباني.

### يونيو
- 4 يونيو – كاتسويا إيواتاكي لاعب كرة قدم ياباني.
- 7 يونيو – ريوسوكي شيندو لاعب كرة قدم ياباني.
- 7 يونيو – سايوري
- 7 يونيو – ماكيتو هاتاناكا لاعب كرة قدم ياباني.
- 11 يونيو – أياكا ساساكي مغنية يابانية.
- 11 يونيو – تاكونوسكي فونياما لاعب كرة قدم ياباني.
- 11 يونيو – ماساتاكا نيشيموتو لاعب كرة قدم ياباني.
- 11 يونيو – ناوكي مايدا لاعب كرة قدم ياباني.
- 13 يونيو – تايغا ميكاوا لاعب كرة قدم ياباني.
- 19 يونيو – كوتا مياموتو لاعب كرة قدم ياباني.
- 24 يونيو – ماساكي ساكاموتو لاعب كرة قدم ياباني.
- 24 يونيو – يوكيا كاجيوارا لاعب كرة قدم ياباني.
- 26 يونيو – ريوما إيشيدا لاعب كرة قدم ياباني.
- 27 يونيو – يوتارو هونجو
- 28 يونيو – كينتارو وادا لاعب كرة قدم ياباني.

### يوليو
- 1 يوليو – سو هيراو لاعب كرة قدم ياباني.
- 12 يوليو – يوشي ناجاشيما لاعب كرة قدم ياباني.
- 14 يوليو – كازوما تاكاياما لاعب كرة قدم ياباني.
- 20 يوليو – ريه يونيزوا لاعب كرة قدم ياباني.
- 26 يوليو – كويا كيتاغاوا لاعب كرة قدم ياباني.
- 28 يوليو – واتارو ساساكي لاعب كرة قدم ياباني.
- 30 يوليو – يوكي أونيشي لاعب كرة قدم ياباني.

### أغسطس
- 5 أغسطس – دايتشي كاماتا لاعب كرة قدم ياباني.
- 7 أغسطس – شو كوماجاي لاعب كرة قدم ياباني.
- 15 أغسطس – ناويا سينو لاعب كرة قدم ياباني.
- 23 أغسطس – يوسوكي إيديغوتشي لاعب كرة قدم ياباني.
- 24 أغسطس – كينزو شيراي لاعب جمباز ياباني.
- 25 أغسطس – ريكيا أوهارا لاعب كرة قدم ياباني.
- 30 أغسطس – كو ماتسوبارا لاعب كرة قدم ياباني.

### سبتمبر
- 4 سبتمبر – ميزوكي هاياشي لاعب كرة قدم ياباني.
- 5 سبتمبر – ريوييا فوكوشيما لاعب كرة قدم ياباني.
- 17 سبتمبر – جوورتو إكيدا لاعب كرة قدم ياباني.
- 17 سبتمبر – ماساتو كوجيما لاعب كرة قدم ياباني.
- 23 سبتمبر – كينسي ناكاجيما لاعب كرة قدم ياباني.
- 27 سبتمبر – ريكيا موتيجي لاعب كرة قدم ياباني.
- 27 سبتمبر – يويا هيمينو لاعب كرة قدم ياباني.
- 28 سبتمبر – جونتو تاجوشى لاعب كرة قدم ياباني.

### أكتوبر
- 2 أكتوبر – شونسوكي موتيجي لاعب كرة قدم ياباني.
- 3 أكتوبر – جونكإ مأواوتارو لاعب كرة قدم ياباني.
- 4 أكتوبر – يويداي اوغاوا لاعب كرة قدم ياباني.
- 5 أكتوبر – هاياتو سيتسو لاعب كرة قدم ياباني.
- 19 أكتوبر – شوتا ياميساكا لاعب كرة قدم ياباني.
- 22 أكتوبر – تاكوما نيشيمورا لاعب كرة قدم ياباني.

### نوفمبر
- 6 نوفمبر – يوتا كويكي لاعب كرة قدم ياباني.
- 14 نوفمبر – هاياتو نوكي لاعب كرة قدم ياباني.
- 22 نوفمبر – شوهي ساساهارا لاعب كرة قدم ياباني.
- 24 نوفمبر – ريوييا أوغوا لاعب كرة قدم ياباني.

### ديسمبر
- 1 ديسمبر – هيساشي أوهاشي لاعب كرة قدم ياباني.
- 7 ديسمبر – شوتا سايتو لاعب كرة قدم ياباني.
- 13 ديسمبر – ماساكي أوكينأ لاعب كرة قدم ياباني.

## وفيات

### يناير
- 1 يناير – شوزو يوشيجامي (مواليد 1928) مترجم ياباني.
- 24 يناير – سيغو ياماغوتشي (مواليد 1924)

### يونيو
- 3 يونيو – هيديو ساكاي (مواليد 1909) لاعب كرة قدم ياباني.

### سبتمبر
- 11 سبتمبر – كويتشي أويتا (مواليد 1914) لاعبو كرة قدم يابانيون.
- 29 سبتمبر – شوساكو إندو (مواليد 1923)